# Carlos Velloso
Carlos Mário da Silva Velloso (Entre Rios de Minas, 19 de janeiro de 1936) é um filósofo, advogado, professor, escritor, magistrado e jurista brasileiro. Magistrado de carreira, foi ministro e presidente do Supremo Tribunal Federal.

## Biografia
A primeira graduação de Carlos foi em Filosofia. Em seguida, ao optar pela área jurídica, escolheu cursar o primeiro ano da Faculdade de Direito na Universidade Católica de Petrópolis (UCP), mas precisou se mudar para Minas Gerais em razão da aprovação em um concurso público para o Tribunal Regional do Trabalho, em Belo Horizonte.  Assim, aos 25 anos de idade, no ano de 1963, formou-se em Direito pela Faculdade de Direito da Universidade Federal de Minas Gerais (UFMG). É membro da Academia Mineira de Letras, sucessor de Orlando Magalhães Carvalho na cadeira número 35. Foi juiz federal em Minas Gerais de 1967 a 1977, ministro do Tribunal Federal de Recursos entre dezembro de 1977 e abril 1989; Corregedor-Geral da Justiça Eleitoral de 1985 a 1987, ministro do Tribunal Superior Eleitoral (TSE) entre 1983 e 1985 e depois de 1985 a 1987, ministro do Supremo Tribunal Federal (STF), de 13 de junho de 1990 até 19 de janeiro de 2006, tendo sido presidente no período de 1999 a 2001, ministro do TSE entre 1992 e 1996 onde foi presidente (1994-96) e ministro do Superior Tribunal de Justiça (STJ) entre abril de 89 e junho de 1990;
Além de seus cargos na justiça, foi também professor titular de Direito Constitucional da FMD na PUC Minas, 1969 a 1977, onde foi Diretor de 1976 a 1977; professor de Direito Constitucional da Faculdade de Direito da UFMG de 1975 a 1977; professor de Direito Tributário e Ciência das Finanças da UNA-MG de 1968 a 1974;
professor titular de Direito Constitucional da Faculdade de Direito da Universidade de Brasília de 1978 a 1998; professor emérito da FMD na PUC Minas; professor emérito da Faculdade de Direito da Universidade de Brasília, (FD/UnB); doutor "honoris causa" da Universidade de Craiova, Romênia em abril de 2001 e Doutor Honoris Causa, concedido pelo Reitor Paulo Alonso, da UniverCidade, 2002. Ocupa a cadeira nº 35 da Academia Mineira de Letras.
Na eleição presidencial de 2022, por meio de nota declarou seu voto no ex-presidente Luiz Inácio Lula da Silva (PT). Em sua nota afirmou que “diante das ameaças do candidato Bolsonaro (PL) contra o sistema eleitoral brasileiro, especialmente contra às urnas eletrônicas, reconhecidas aqui e no exterior como seguras e confiáveis, o que redunda em ameaça ao Estado Democrático de Direito, meu voto, no próximo domingo, será para o Lula”.

## Obras e premiações
Além de mais de 20 obras publicadas, é autor do livro:
- Temas de Direito Público pela editora Del Rey, de Belo Horizonte.

Além de dezenas de condecorações nacionais e internacionais, civis e militares, destacam-se:
- Colar da Ordem Bicentenaria del Colegio de Advogados de Caracas, Distrito Federal, Venezuela, em 6 de março de 1998;
- Diploma de Excelência, que lhe foi conferido pela Câmara Municipal da cidade de CLUJ-NAPOCA, Romênia, em 26 de abril de 2001, por sua contribuição ao desenvolvimento das relações judiciais, em plano internacional, e da sustentação da cooperação entre o Brasil e a Romênia;
- Grã-Cruz da Ordem Nacional "Estrela da Romênia", a mais alta condecoração do Governo da Romênia, que lhe foi outorgada pelo Presidente da República da Romênia, em Bucareste, em 24 de abril de 2001.
- Grã-Cruz da Ordem do Ipiranga, em 7 de dezembro de 2009, pelo Governo do Estado de São Paulo, na pessoa do então governador José Serra.[7]

É membro da Academia Mineira de Letras desde 2000, ocupando a cadeira 35, cujo patrono é João Pinheiro, ocupada anteriormente por Orlando Magalhães Carvalho. No dia 6 de dezembro de 2000 recebeu a Medalha de Honra da UFMG.